# Rosa Bloch
Rosa Bloch ou Bloch-Bollag, née le 30 juin 1880 à Zurich (Suisse) où elle meurt le 13 juillet 1922, est une féministe suisse, révolutionnaire du mouvement ouvrier du début du XXe siècle.

## Vie et action
Rosa Bloch est issue d'une famille de marchands zurichois appauvris, et travaille comme représentante d'un magasin de joaillerie. D'abord anarchiste, elle se rapproche progressivement des marxistes. Elle préside en 1918 la commission de l'agitation des femmes du Parti socialiste suisse et participe à la rédaction de sa revue Die Vorkämpferin, journal des travailleuses.
Elle est également, pour un temps, rédactrice en chef adjointe de la revue La Pionnière de Margarethe Hardegger.
Pour défendre les conditions de vie des familles ouvrières, elle organise des interventions sur les marchés où les femmes s'opposent à la hausse des prix. Elle dirige une action contre la faim le 10 juin 1918, où plusieurs centaines de travailleuses manifestent devant le Rathaus (Hôtel de Ville) et demandent à l'exécutif des mesures comme « la saisie immédiate de toutes les denrées et produits de première nécessité » et « leur distribution sous le contrôle des ouvriers, en fonction des besoins ».
Lors de la grève générale de 1918 en Suisse, elle est la seule femme membre du comité d'Olten qui prépare cette grève. C'est à son action que l'on devrait la présence, en deuxième place dans les revendications, du droit de vote des femmes.
En 1920, elle quitte le Parti socialiste, et est membre fondateur du Parti communiste suisse, élue à son premier comité central, tandis que son mari Siegfried Bloch, directeur des Archives sociales suisses, reste au Parti socialiste. Elle est également membre du secrétariat de l'Internationale communiste des femmes. Elle meurt en 1922 à la suite d'une intervention chirurgicale, à l’âge de 42 ans.
Ses fonctions au comité central du Parti communiste suisse sont reprises par Mentona Moser.